# Lawe Loning I
Lawe Loning I is een bestuurslaag in het regentschap Aceh Tenggara van de provincie Atjeh, Indonesië. Lawe Loning I telt 549 inwoners (volkstelling 2010).